# 徳島市富田中学校
徳島市富田中学校（とくしまし とみだちゅうがっこう）は、徳島県徳島市中昭和町三丁目にある公立中学校。
通称「富中（とみちゅう）」。

## 特徴
西日本一（全国第二位とも）と言われる広大な運動場を有しており、サッカー部と野球部の練習スペースを同時に確保できるほか、ランニングコースとなる外周はかなりの距離となり、1周(約500m)すると普通の運動場の2周分くらい走ったような疲労感があるという。
旧制徳島医学専門学校跡地。1947年10月に徳島市蔵本町に移転した。

## 校訓
- 友愛
- 自律
- 互敬
- 互譲

## 基礎データ
最寄駅
- JR牟岐線阿波富田駅

## 部活動

### 文化部
- 茶道部[1]
- 吹奏楽部[2]
- 美術部[3]

### 運動部
- サッカー部
- 軟式野球部
- ソフトテニス部
- 陸上部
- バスケットボール部
- バドミントン部
- 女子バレーボール部
- 弓道部
- ラグビー部
- 卓球部

## 著名な出身者
- 中谷智司（政治家）
- 實藤友紀（サッカー選手）
- 生原秀将（バスケットボール選手）
- 西川有喜（バレーボール選手：JTマーヴェラス）
- 西川吉野（バレーボール選手：東レアローズ）

## 関連学校
- 徳島市富田小学校
- 徳島市昭和小学校
- 徳島市新町小学校

## 通学区域が隣接している学校
- 徳島市津田中学校
- 徳島市八万中学校
- 徳島市城西中学校
- 徳島市徳島中学校
- 徳島市城東中学校